# 西奧多·加布雷·塞拉西
西奧多·加布雷·塞拉西（1986年12月24日—）是一位捷克足球運動員，現效力於捷克足球甲级联赛球隊利巴域。他在球場上的位置是右後衛。他也為捷克國家隊出戰國際賽事。

## 職業生涯
加布雷·塞拉西成名於2007–08賽季，他在捷甲球隊布拉格斯拉維亞效力的期間。那個賽季結束後，他轉會至利貝雷茨，並且成為球隊的絕對主力。
2012年歐洲國家盃結束之後，他轉會至德甲球隊雲達不萊梅。2012年8月24日，他在2012–13賽季的第一場聯賽中就取得了進球，對手是多特蒙德。

## 國家隊生涯
加布雷·塞拉西是捷克國家隊史上第一名非裔球員。2011年6月4日，他在麒麟盃的一場對陣秘魯的比賽中，首次代表捷克隊出場。他參加了2012年歐洲國家盃，並在捷克隊的全部四場比賽中，皆打滿了90分鐘。
2012年10月12日，他在對陣馬爾他的2014年世界盃外圍賽中，打進了他代表捷克隊攻進的第一顆進球。

### 國家隊進球
捷克队的比分及结果列前。
| 入球 | 日期         | 场地                         | 对手   | 比分 | 结果 | 赛事               |
| ---- | ------------ | ---------------------------- | ------ | ---- | ---- | ------------------ |
| 1.   | 2013年6月2日 | 捷克皮爾森，皮爾森市立體育場 | 馬爾他 | 1–0  | 3–1  | 2014年世界盃外圍賽 |

## 榮譽
布拉格斯拉維亞
- 捷克足球甲級聯賽冠軍：2007–08

利貝雷茨
- 捷克足球甲級聯賽冠軍：2011–12

## 個人生活
加布雷·塞拉西的父親是一位來自衣索比亞的醫生，他的母親是捷克的一位教師。
他的妹妹，安娜·加布雷·塞拉西是一位女子手球運動員，曾代表捷克國家女子手球隊出賽。